# Окръжен съд
Окръжният съд разглежда като първа инстанция граждански и наказателни дела, определени със закон, а като въззивна инстанция дела, образувани по жалби и протести срещу съдебни актове на районните съдилища.
При него могат да се създават граждански, търговски, наказателни и административни отделения, ръководени от председателя на съда и неговите заместници.
Съдът се състои от съдии и младши съдии, при него има прокуратура и следствена служба. Окръжният съд ръководи и контролира дейността на районните съдилища от неговия район.
Общото му събрание се състои от всички съдии, а решенията се вземат с обикновено мнозинство. Окръжният съд разглежда делата в състав от трима съдии, председателствани от най-старшия по длъжност или ранг сред тях.
Окръжните съдилища в България са 28 на брой и са разположени в областните центрове на страната. Софийският градски съд в столичната Област София е с правата на окръжен съд.